# Sinna koresinna
Sinna koresinna är en fjärilsart som beskrevs av Felix Bryk 1948. Sinna koresinna ingår i släktet Sinna och familjen trågspinnare. Inga underarter finns listade i Catalogue of Life.